# 吉岡幸男
吉岡 幸男（よしおか ゆきお、1948年（昭和23年）- ）は、日本の空手家。男性。極真会館主催の第3回オープントーナメント全日本空手道選手権大会6位入賞。幻の強豪と称された。身長180cm、体重75kg。

## 来歴
千葉県佐倉市出身。習志野市立習志野高等学校では剣道部に所属し、参段を允許された。1968年（昭和43年）に城西大学へ入学して、当時としては珍しい極真会館傘下の空手道部に入部。同期には三浦美幸がおり、主将には同部を創立した当時3年生の添野義二、吉岡の一期上の先輩・二期生には高木薫、後に入部してくる後輩の六期生には花澤明がいる。
添野・高木らから学んだほか、山崎照朝の指導を受け、空手道部が夏合宿を毎年四国で実施していたので芦原英幸にも教わった。1970年（昭和45年）6月22日に黒帯（初段）を允許された。4年生の時、副主将に就く。1971年（昭和46年）、添野道場主催の極真カラテ埼玉選手権大会に出場し、決勝で三浦と対戦。吉岡の上段への蹴りとクリンチからの膝蹴りがポイントなり、吉岡が優勝した。
同年の第3回オープントーナメント全日本空手道選手権大会ではCブロックから出場。切れのよいパンチングと蹴り技のコンビネーションで、圧倒的な強さで勝ち上がっていった。芦原門下の四国チャンピオンを判定で下し、Cブロックの代表をかけて大石代悟と対戦。同大会の特筆さるべき好試合となり、大石が柔軟な四股を駆使し、回し蹴り・後ろ回し蹴りと連続して6回繰り出す回転技「風車」で攻めると、吉岡は軽快なフットワークで下がりながらかわす。大石の連続攻撃が途切れた間隙をついて、吉岡がコンビネーションで反撃。大石も軽快なフットワークで捌き、試合は延長・再延長までもつれた。吉岡は体重判定で大石に惜敗し、同大会6位に入賞した。
大学卒業後、就職して極真会館を去った。しかし中村忠は吉岡の才能を惜しみ、2年ほどニューヨークに指導員として勧誘していたが、吉岡は三浦や添野を通して丁重に断った。

## 評価
花澤明は「吉岡幸男先輩は、上手できれいな組手をやるタイプで、天才的な動きでした」と語り、佐藤勝昭は「スピードのあるハイキックと、パンチングと蹴り技のコンビネーションには絶妙のものがあり、動きが非常にシャープで、スケールの大きい組手をしていた」と評している。
大石代悟は、第3回オープントーナメント全日本空手道選手権大会前に行われた演武会で、吉岡と組手を行った。この頃の大石は茶帯を允許され、自らの実力に最も自信を持っていた。ところが大石の右中段回し蹴りを吉岡が左腕ですくい受けしたのと同時に、吉岡は大石の顔面に膝蹴りを入れ、ノックアウトしてしまう。大山倍達やマスメディアの前で倒された大石は「私は吉岡先輩との一件以来、必死に稽古するようになりました。その後、第3回大会で吉岡先輩と再戦し、歯を食いしばり、必死になって向かっていったら、体重判定で勝つことができました。天狗になっていた私の鼻を折り、実力向上のきっかけを作っていただいた吉岡先輩は、私にとって恩人とも言えます」と吐露している。